# Leon Wyczółkowski

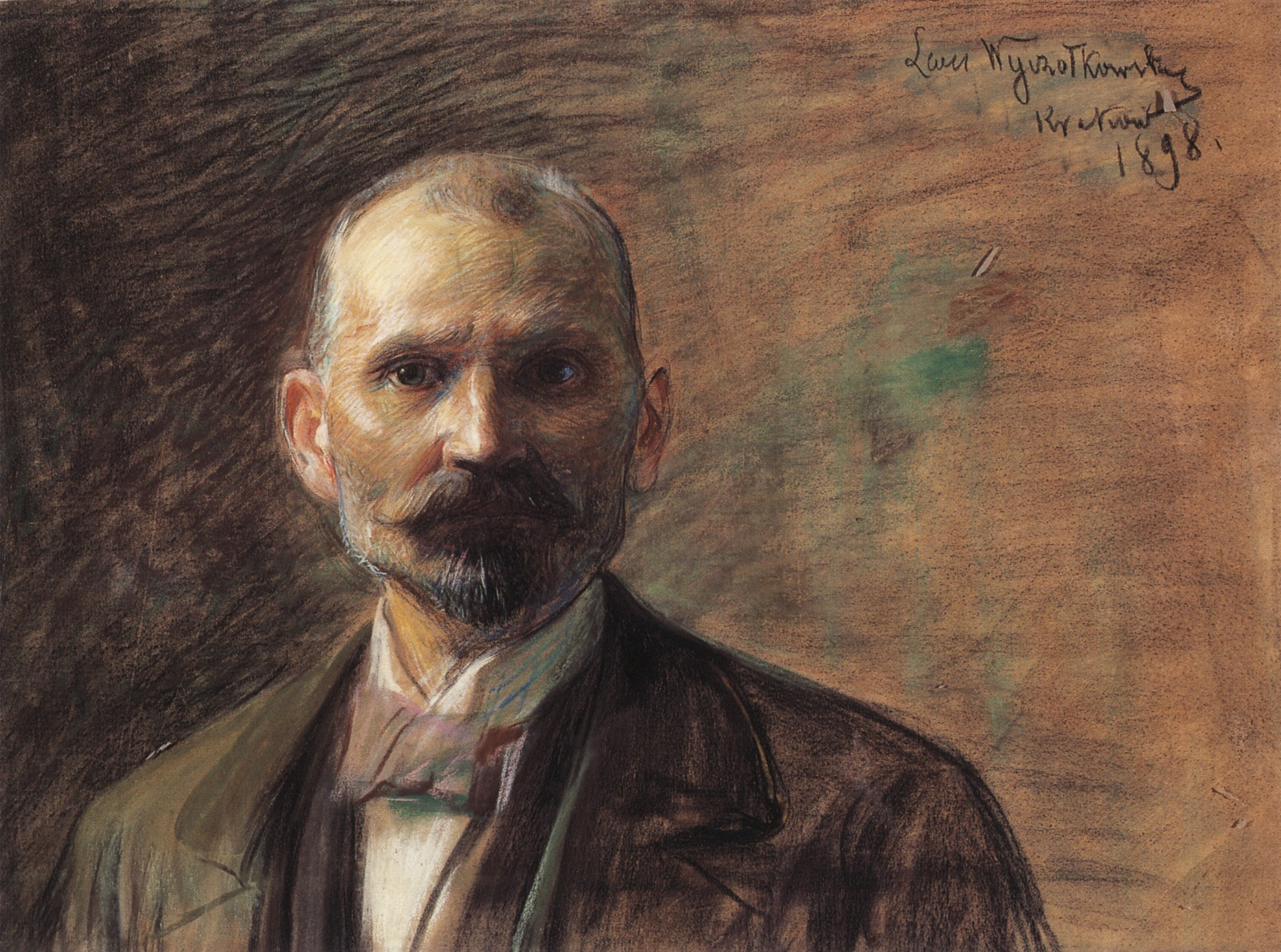
Autoritratto

Leon Jan Wyczółkowski (Huta Miastowska, 11 aprile 1852 – Varsavia, 27 dicembre 1936) è stato un pittore polacco, uno dei principali esponenti del movimento Giovane Polonia, oltre che il principale rappresentante del suo tempo del Realismo polacco.

## Biografia
Nato nel 1852 a Huta Miastowska, nelle vicinanze di Siedlce, Wyczółkowski è morto nel 1936 a Varsavia. 
In un primo momento, nella sua esperienza artistica si dedica al genere della pittura storica con un realismo documentaristico nel particolare. Dopo un viaggio a Parigi, però, cambia interesse e inizia ad applicare le soluzioni tipiche degli impressionisti francesi. Dipinge paesaggi drammatici, nudi e scene pastorali con impasti ed effetti di luce di impronta impressionista (ad esempio, Pescatori che remano). Per un breve periodo subisce l'influenza del simbolismo (cf. Druido fossilizzato), e intorno al 1900 la sua tavolozza assume toni più scuri.
La sua opera è caratterizzata da una ricchezza di forme e di mezzi tecnici complessi. Grazie all'amicizia con Feliks Manggha Jasieński, amplia i suoi interessi anche alle scene orientali. 
Wyczółkowski era un maestro delle composizioni floreali e delle nature morte. Durante la sua carriera artistica, ha ritratto quasi tutto il mondo dell'arte di Cracovia.
Molte sue opere sono esposte nel Museo nazionale di Varsavia e nel Museo nazionale di Cracovia.

## Altre immagini

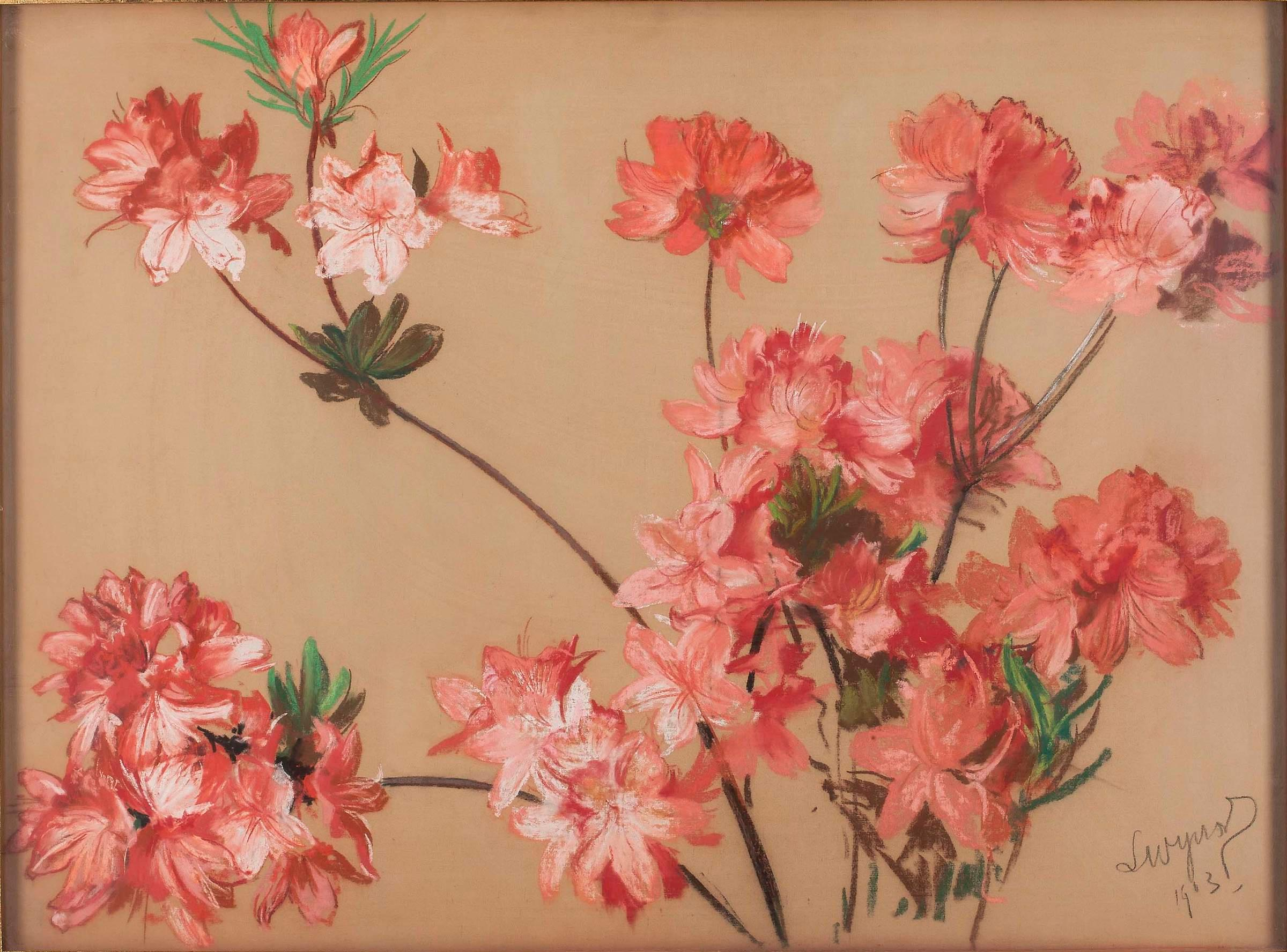
Rododendri rosa, 1903
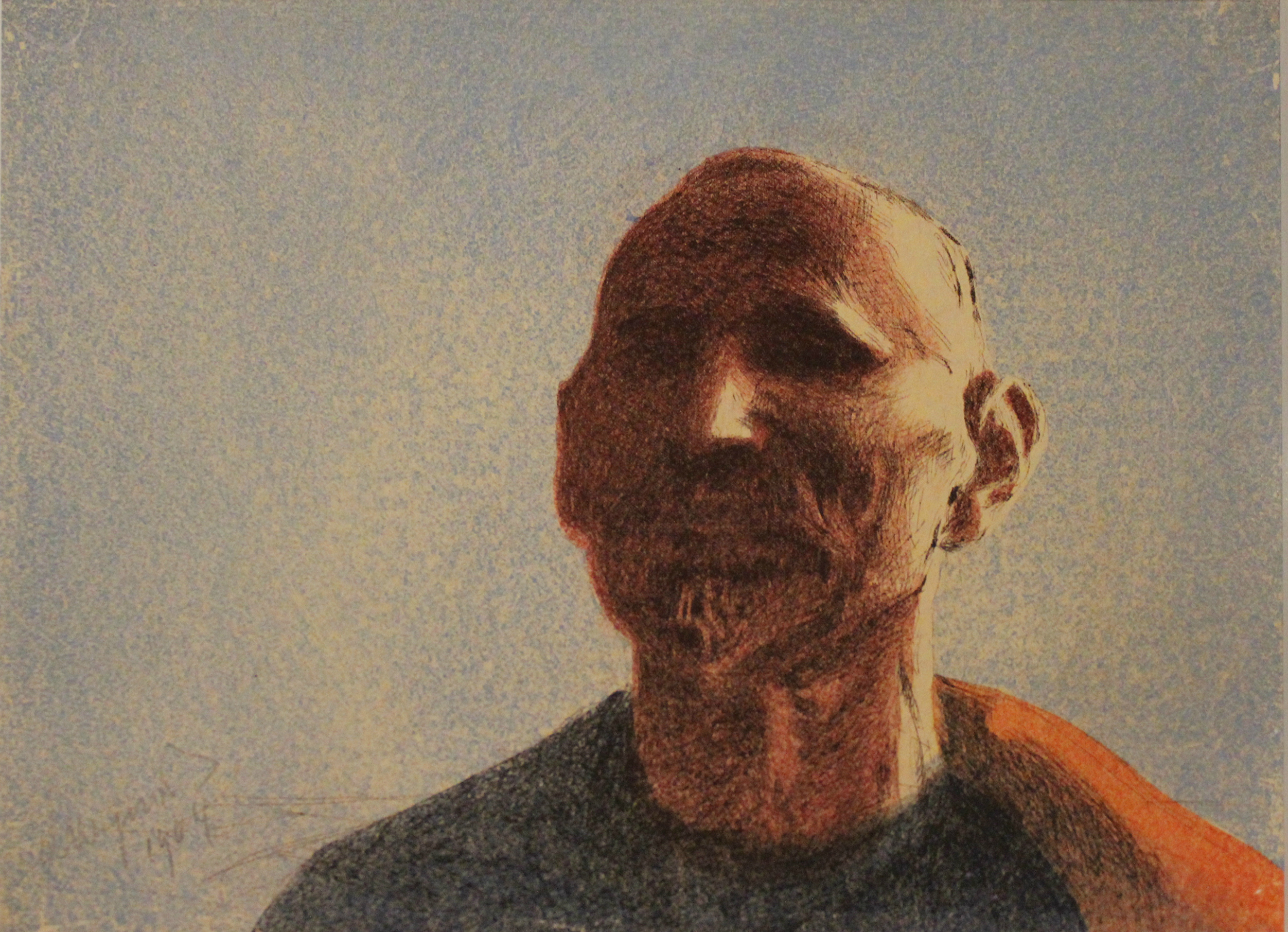
Autoritratto, 1904
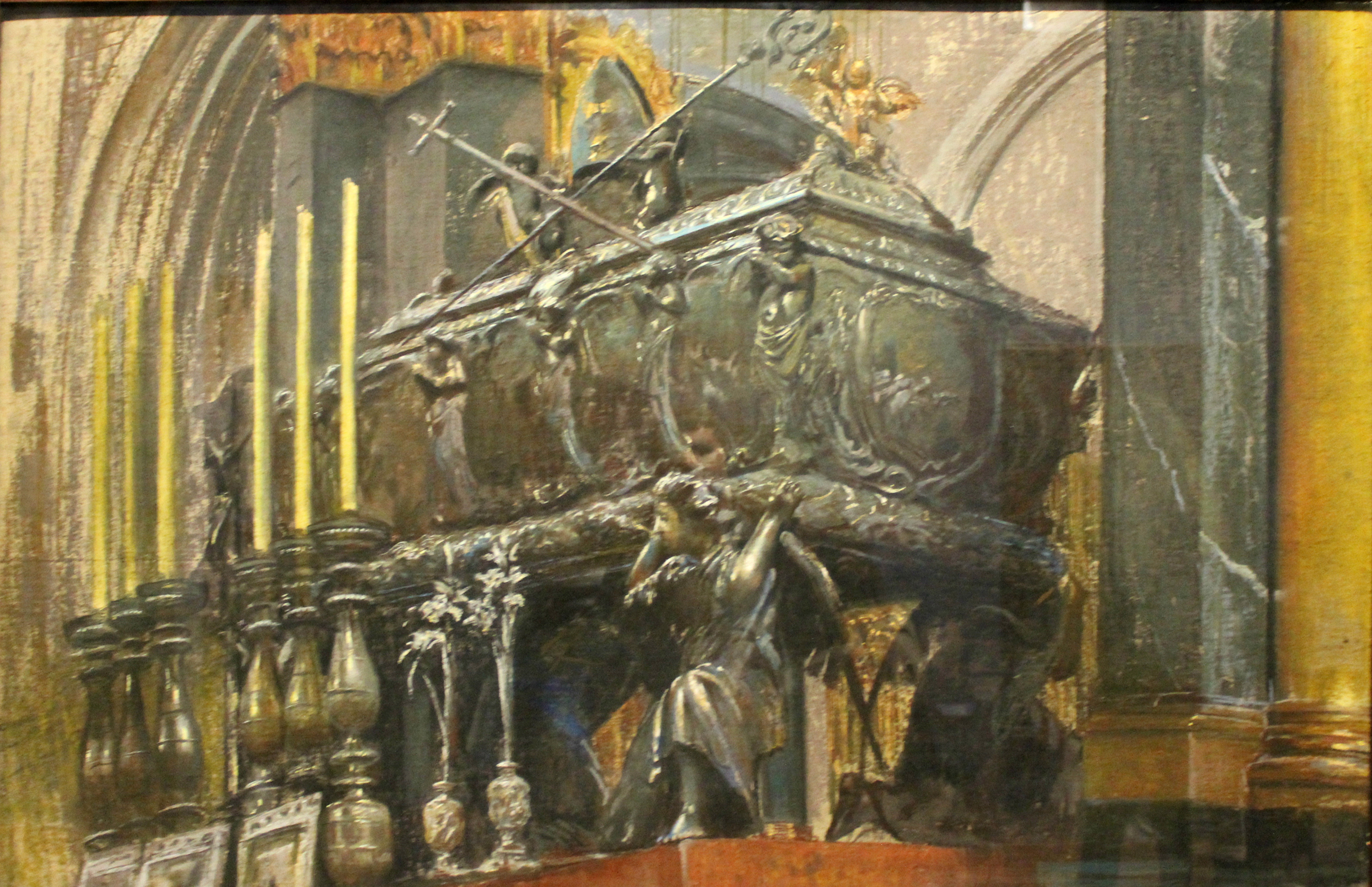
Bara di San Stanislao, 1907
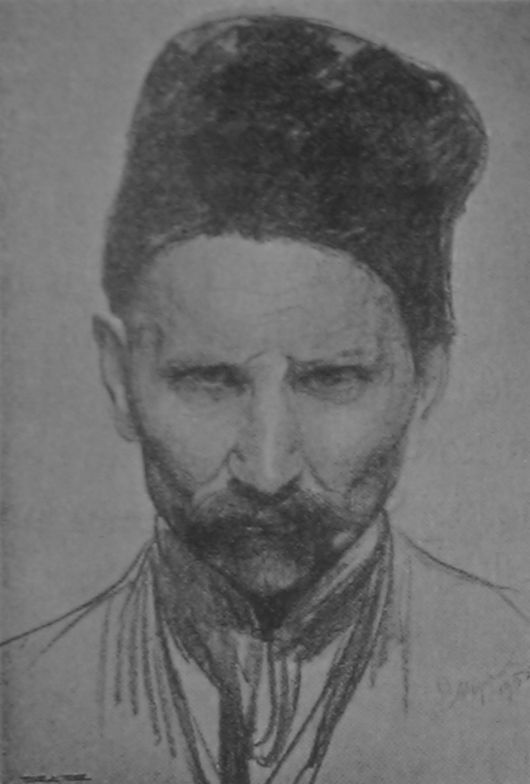
Autoritratto
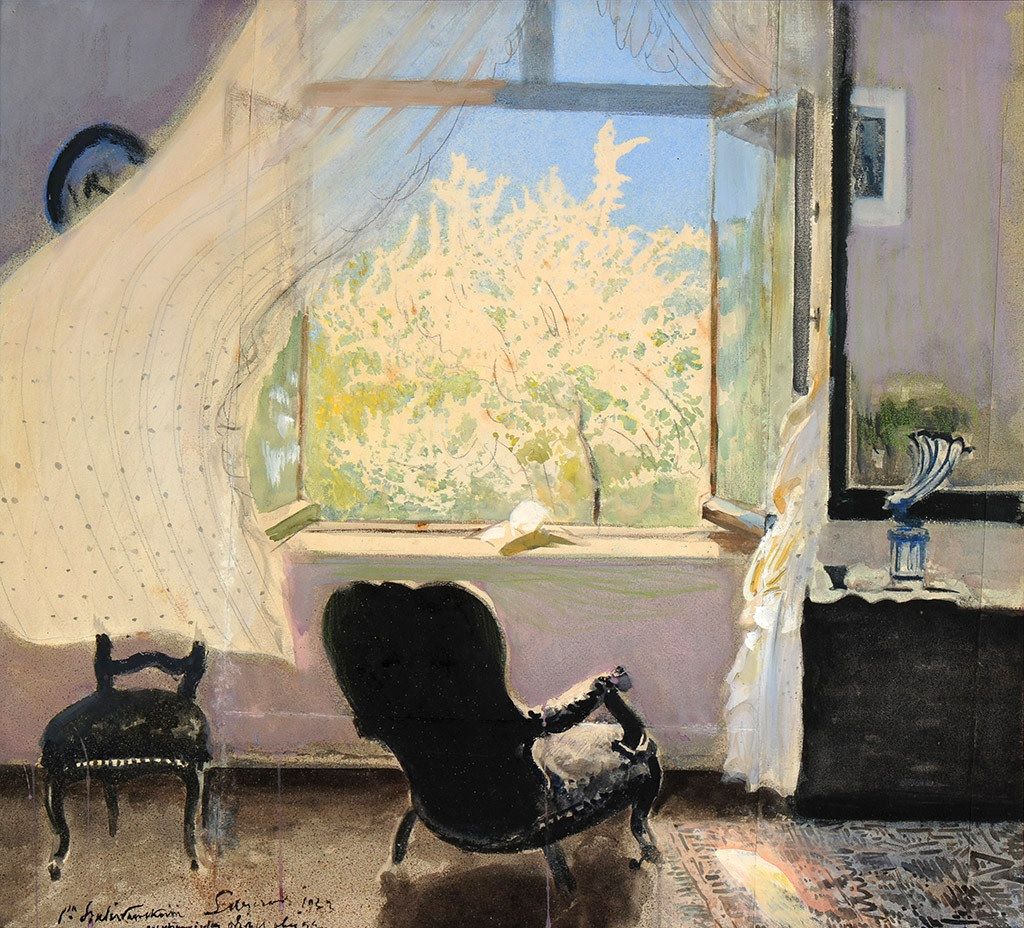
Primavera a Gościeradz, 1933